# Cộng hòa Kareliya
Cộng hòa Kareliya hay Cộng hòa Karelia (tiếng Nga: Респу́блика Каре́лия, Respublika Kareliya; tiếng Karelia: Karjalan tazavaldu; tiếng Phần Lan: Karjalan tasavalta; tiếng Veps: Karjalan Tazovaldkund) là một chủ thể liên bang của Nga. Thủ đô là thành phố Petrozavodsk. Dân số: 643.548 (theo điều tra dân số Nga năm 2010).

## Địa lý
Nước cộng hòa Kareliya nằm ở phía tây bắc liên bang Nga, nằm giữa lòng chảo của biển Trắng và biển Baltic. Đường bờ biển Trắng là 630 km (391 mi).
- Diện tích: 172.400 km² (66.600 mi²)
- Biên giới:
  - nội địa: Murmansk Oblast (N), Arkhangelsk Oblast (E/SE), Vologda Oblast (SE/S), Leningrad Oblast (S/SW)
  - quốc tế: Phần Lan (SW/W/NW) (chiều dài đường biên giới: 723 km, giáp các tỉnh Bắc Ostrobothnia, Kainuu, Bắc Karelia)
  - Nước: Biển Trắng (một vịnh của Biển Barents) (N/NE/E), Hồ Onega (SE), Hồ Ladoga (SW)
- Đỉnh cao nhất: 576 m (1.890 ft), đỉnh Nuorunen.

### Sông
Có khoảng 27.000 con sông ở Karelia. Những sông lớn bao gồm:
- Sông Vodla (Vodlajoki, 149 km)
- Sông Kem (Kemijoki, 191 km)
- Sông Kovda (Koutajoki)
- Sông Shuya (Suojoki)
- Sông Suna (Suunujoki) với Thác Kivach (Kivatšun vesiputous)
- Sông Vyg (Uikujoki)

### Hồ

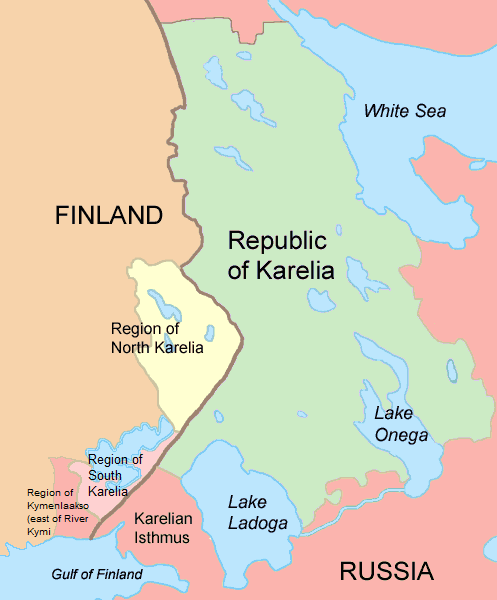
Vùng Bắc Karelia và Karelia Nam nằm ở Phần Lan và cộng hòa Kareliya nằm ở Nga. Eo đất Karelia giờ là một phần của tỉnh Leningrad

Có khoảng 60.000 hồ ở Karelia. Hồ và đầm lầy ở Kareliya chứa khoảng 2.000 km³ nước sạch. Hồ Ladoga (tiếng Phần Lan: Laatokka) và Hồ Onega (Ääninen) là những hồ lớn nhất ở châu Âu. Other lakes include:
- Nyukozero (Nuokkijärvi)
- Pyaozero (Pääjärvi)
- Segozero (Seesjärvi)
- Syamozero (Säämäjärvi)
- Topozero (Tuoppajärvi)
- Vygozero (Uikujärvi)

## Hành chính

Bản đồ hành chính cộng hoà Kareliya

- Petrozavodsk
- Kostomuksha
- Belomorsky
- Kalevalsky
- Kemsky
- Kondopozhsky
- Lakhdenpokhsky
- Loukhsky
- Medvezhyegorsky
- Muyezersky
- Olonetsky
- Pitkyarantsky
- Prionezhsky
- Pryazhinsky
- Pudozhsky
- Segezhsky
- Sortavalsky
- Souyarvsky

## Khí hậu
Cộng hòa Kareliya nằm trong vùng khí hậu lục địa Đại Tây Dương. Nhiệt độ trung bình tháng Một là -8.0 °C, và +16.4 °C vào tháng Bảy. Lượng mưa trung bình là 500–700 mm.

## Liên kết
- (tiếng Anh) (tiếng Nga) (tiếng Phần Lan) Official website of the Republic of Karelia
- (tiếng Anh) (tiếng Nga) (tiếng Phần Lan) Karelia.ru web server Lưu trữ ngày 1 tháng 10 năm 2019 tại Wayback Machine
- (tiếng Anh) (tiếng Nga) (tiếng Phần Lan) Heninen.net - various information about Karelia
- (tiếng Anh) Information about Karelians
- (tiếng Anh) Virtual Finland Lưu trữ ngày 3 tháng 6 năm 2004 tại Wayback Machine - "The Many Karelias" article
- (tiếng Anh) ProKarelia Lưu trữ ngày 8 tháng 10 năm 2012 tại Wayback Machine (also available in other languages)